# Digitální nomádství

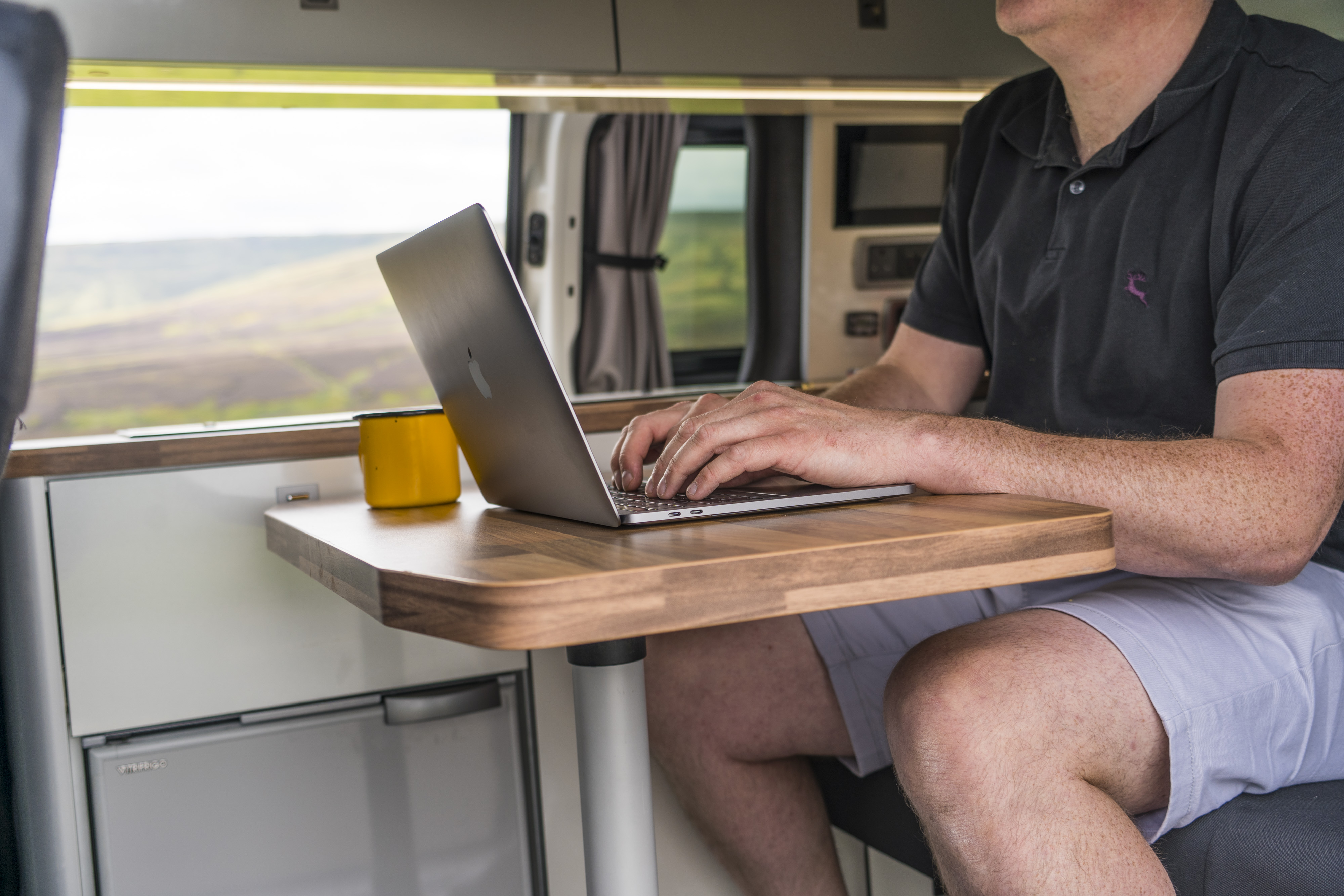
Digitální nomád pracující z obytného vozu

Digitální nomádství je moderní životní styl, který spojuje práci na dálku s cestováním. Digitální nomádi mohou pracovat odkudkoliv na světě, kde mají přístup k internetu (např. dočasná ubytování, hotely, kavárny, veřejné knihovny, coworkingová centra nebo rekreační vozidla, …). Tento způsob života umožnil rozvoj technologií a stále větší popularita profesí, které lze vykonávat online (např. programování, grafický design, psaní a copywriting, digitální marketing, konzultace nebo správa sociálních sítí, online lektor, fotograf, …). Často si vybírají země nebo města, odkud pracují, s nižšími životními náklady (např. jihovýchodní Asie nebo střední Amerika), ale pracují obvykle pro firmy z ekonomicky silných zemích v rámci celého světa. Digitální nomádství nabízí svobodu a flexibilitu, ale přináší také výzvy, jako je potřeba udržet pracovní disciplínu, zajistit si spolehlivé připojení k internetu nebo zvládat kulturní rozdíly a občasnou samotu.

## Digitální nomádismus v průmyslu
Průmyslový digitální nomádismus se dá považovat za nový fenomén, který kombinuje flexibilitu práce na dálku s průmyslovými aktivitami. Tento pojem označuje trend, kdy pracovníci a odborníci v průmyslových oblastech (např. inženýři, designéři, specialisté na automatizaci, výrobní poradci, …) pracují na dálku, často bez pevného pracovního místa nebo geografického zaměření, a zároveň se podílejí na výrobních procesech, technologiích a inovacích ve specifických průmyslových sektorech.
Tento koncept zahrnuje nejen kancelářskou práci a odborné poradenství, ale také technické a výrobní činnosti, které jsou umožněny moderními technologiemi. Mezi klíčové nástroje patří virtuální platformy pro spolupráci, 3D tisk, průmyslový internet věcí, automatizace nebo technologie digitálních dvojčat.
Tento nový způsob práce umožňuje kombinovat mobilitu s aktivní účastí na pokročilých průmyslových projektech.

### Klíčové rysy průmyslového digitálního nomádismu
- Průmyslové zaměření: Účast na výrobních procesech, technologických inovacích a projektech v průmyslových odvětvích. Využití odborných znalostí v oblastech jako inženýrství, automatizace nebo průmyslový design. Zaměření se na specifické odborné oblasti, například energetiku, výrobu, logistiku, výzkum a vývoj.
- Flexibilita práce a mobilita pracovníků: Práce na dálku bez pevné geografické lokace. Možnost pracovat z různých míst (např. dočasná ubytování, hotely, kavárny, veřejné knihovny, coworkingová centra nebo rekreační vozidla, …), které se mohou v průběhu času měnit (cestování). Minimalizace nutnosti fyzické přítomnosti díky vzdálenému připojení.
- Využití moderních technologií: Využívanými technologiemi jsou virtuální platformy pro spolupráci, 3D tisk, průmyslový internet věcí (vzdálený monitoring a řízení), automatizace (pro efektivnější výrobní procesy) nebo technologie digitálních dvojčat (simulace reálných procesů ve virtuálním prostředí).
- Proměna stávající infrastruktury průmyslu: Vliv na dodavatelské řetězce – digitální nomádi se mohou podílet na projektech z různých částí světa (mazání geografických hranic), což zvyšuje globální propojení průmyslových aktivit. Dochází také ke snížení nákladů, jelikož část pracovníků může svou práci vykonávat vzdáleně (snížení nákladů na kanceláře, výrobní prostory nebo provozní zařízení) – ideální pro nové, začínající firmy.

### Výhody průmyslového digitálního nomádismu
- Úspora nákladů pro firmy
- Přístup ke globální pracovní, networking
- Atraktivní pro nomády – svoboda a flexibilita
- Rychlejší adaptace na nové technologie a přístupy ze strany nomádů
- Zlepšení životní rovnováhy pracovníků – propojení pracovního a osobního života

### Nevýhody průmyslového digitálního nomádismu
- Koordinace, řízení projektů a nomádů, komunikace
- Vstupní investice firem
- Sociální izolace, nestabilita v osobním životě, zdravotní péče je v některých destinacích limitována, pracovní přetížení
- Riziko ztrátovosti – tento způsob práce nemusí být výhodný pro každou firmu
- Bezpečnost a ochrana dat – kybernetické hrozby[1]
- Nekompaktnost – pracovní síla rozptýlena třeba i po celém světě

## Postoj České republiky k digitálnímu nomádismu
Ministerstvo průmyslu a obchodu ČR umožňuje pobyt tzv. digitálním nomádům na svém území.
PROGRAM DIGITÁLNÍ NOMÁD je program schválený vládou za účelem dosažení ekonomického přínosu pro ČR podle zákona č. 326/1999 Sb., o pobytu cizinců na území ČR.
Snahou MPO je reagovat na měnící se trendy v oblasti mezinárodní mobility zaměstnanců a tzv. freelancerů, které byly akcelerovány v souvislosti s pandemií COVID-19. Zároveň jiné státy jak v rámci EU, tak mimo EU přicházejí s vlastními přístupy jak umožnit pobyt tzv. digitálním nomádům na svém území, jelikož si uvědomují jejich ekonomický přínos. Program je určen digitálním nomádům, konkrétně zaměstnancům zahraničních společností, kteří pracují na dálku z ČR, aniž by zde uzavírali pracovní poměr, a freelancerům (OSVČ), kteří jsou držiteli českého živnostenského oprávnění.